# Trobada LAN

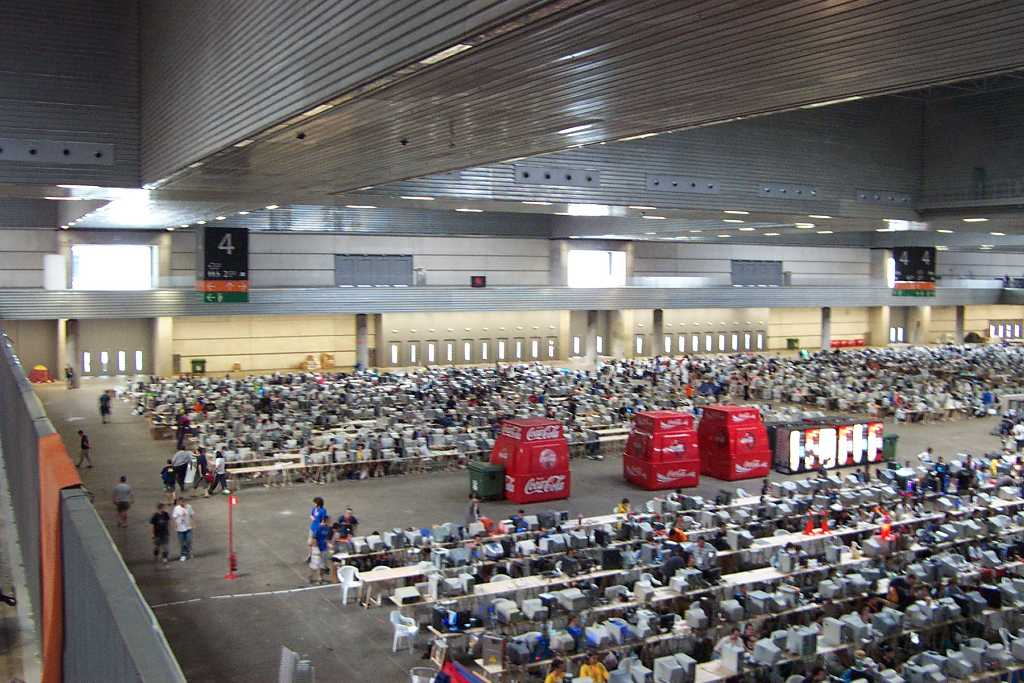
Imatge d'una LAN party del 2004

Una Trobada LAN (en anglès, LAN party) és un esdeveniment que reuneix un grup de persones amb els seus ordinadors per jugar, compartir i intercanviar informació. El major nombre de persones en una trobada LAN registrada és de 22.810 visitants, establert a DreamHack, a Jönköping, Suècia en 2013.
El nom prové de la forma en què s'interconnecten els ordinadors: mitjançant una xarxa local, que permet intercanviar dades a altes velocitats. Tot i que hi ha diferents modalitats de xarxa, és a dir, hi ha xarxes sense fils i xarxes cablejades, en les LAN parties se solen utilitzar xarxes cablejades per evitar les interferències de les xarxes sense fils i per obtenir més velocitat i rendiment.
A Xile, aquests events es coneixen com a "Tarreos" (aludint l'ordinador com el "tarro").
A Colòmbia simplement es coneixen com a LAN o "lanes".
Normalment una LAN Party és una instància on un grup de gent conviu i es diverteix jugant a videojocs en xarxa entre ells, o intercanviant fitxers mitjançant la xarxa.
En línies generals hi ha tres tipus de LAN parties:
- LAN parties amb ànim de lucre: Es refereixen a empreses o negocis que ofereixen LAN parties per un preu específic. Generalment muntar l'espai físic (l'espai on es reuneixen els participants), la connectivitat necessària (una infraestructura de xarxa ja muntada i permanent) i la infraestructura (cadires, taules, etc.). A aquest tipus de LAN parties hi assisteixen persones individuals, visitants casuals, asidus i ocasionalment Clans de jocs per jugar o practicar.

- LAN parties ocasionals de gran assistència: Són esdeveniments amb un gran nombre d'assistents els quals solen ser coneguts o són atrets per altres participants, però a causa del gran nombre d'assistents és impossible que tots es coneguin. Hi ha una organització, generalment formal, que s'encarrega del muntatge de l'esdeveniment llogant un lloc, la infraestructura de xarxa (concentradors i commutadors), fer compres d'alimentació bàsica (en alguns casos) i fer la convocatòria de participants. Aquests tipus de LAN parties massives es realitzen de forma ocasional depenent en alguns casos de dates específiques com dies de festa o dies històrics per l'organització.

- LAN parties casolanes: Tècnicament parlant va ser el primer tipus de LAN party que va existir. Els participants solen ser amics i es reuneixen amb certa regularitat en algun lloc que pot ser una casa, el garatge o el local d'un d'ells. Tot i que en alguns casos cobren, l'objecte d'aquest pagament és cobrir el cost de l'alt consum energètic. Normalment algun dels assistents aporta el concentrador o commutador usat per la connexió i tots han de portar el seu propi ordinador, sent aquest l'objecte de les reunions. Tot i que podrien reunir-se a un lloc especialitzat sense recórrer a l'inconvenient de portar l'ordinador, fer l'adeqüació del lloc i muntar la xarxa, l'objecte d'aquestes LAN parties és que l'ambient es converteix en privat, ja que tots els assistents són amics o coneguts, la qual cosa permet un ambient molt diferent al que pot oferir un negoci dedicat a això.

L'objectiu d'assistir a les parties és connectar directament el teu ordinador al d'altres persones i aconseguir velocitats d'interconnexió molt altes. Gràcies a aquesta velocitat es pot jugar multijugador pràcticament en temps real, així com intercanviar fitxers molt ràpidament.
Per aconseguir això, els equips s'interconnecten usant les seves targetes de xarxa per enllaçar-se a un concentrador o un commutador. Mitjançant aquests equips es gestionen les diverses connexions entre ordinadors i, en el cas d'haver-n'hi, amb Internet.
Una LAN party, depenent dels assistents i dels organitzadors, pot durar des d'unes hores fins a diversos dies.
Òbviament jugar no és l'únic que s'hi fa. També s'hi solen compartir coneixements entre els participants, trencant així la impersonalitat d'Internet, coneixent-se en persona.

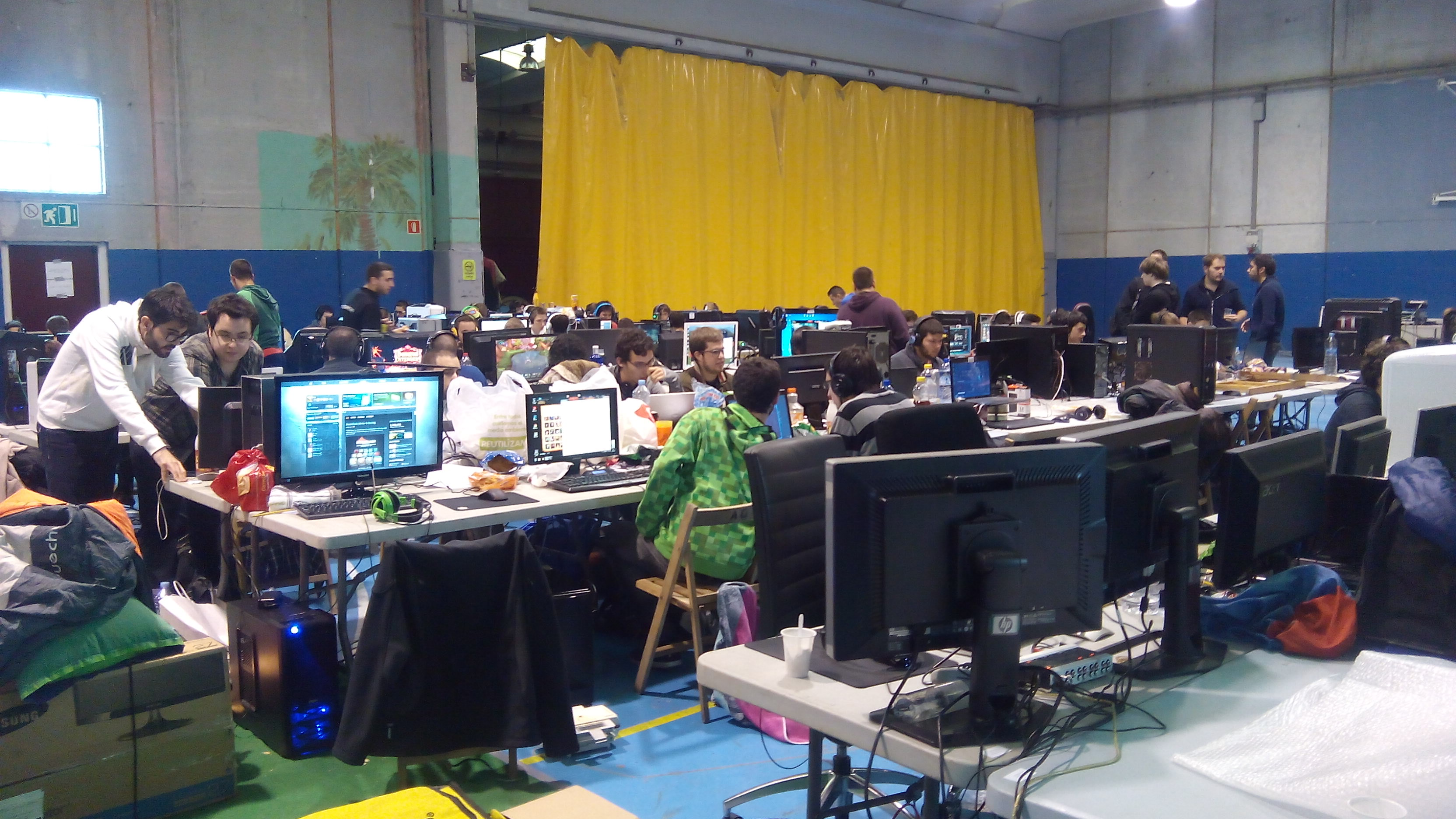
Imatge de la volcanica.cat LAN party, 2014, Olot.

## Algunespartiesdels Països Catalans
- Campus Party - València
- VilaNetParty - Vilafranca del Penedès
- Balearikus Party - Palma
- Bages LAN Party - Manresa
- Volcànica Party - Olot
- Zona LAN - Girona
- Canals Party - Canals
- Paranoika LAN Party - L'Escala
- Lleida LAN Party - Lleida
- iParty - Castelló de la Plana
- Pirineus Party - La Seu d'Urgell
- Hortanet Lan party - Horta Nord
- Tarraco Party - Tarragona
- Apalankada LanParty - Vila-seca
- Puig-reig LanParty - Puig-reig
- Riudelan - Riudellots de la Selva
- Lan Part de Tàrrega[3]
- Algecampus - Algemesí[4]